# SOL24
Xperia Z Ultra SOL24（エクスペリア ゼット ウルトラ エスオーエル ニーヨン）は、ソニーモバイルコミュニケーションズ（現：ソニー〈二代目〉）によって日本国内向けに開発された、auブランドを展開するKDDIおよび沖縄セルラー電話のCDMA 1X WIN、および第3.9世代移動通信システム（au 4G LTE）対応スマートフォン（ファブレット）である。

## 概要
Xperiaシリーズでは初となるファブレット端末、Xperia Z Ultraの日本国内ローカライズモデルとなる。ローカライズにあたり、内部ストレージがグローバルモデルの16GBから32GBへと倍増している。また、日本独自機能としてワンセグ・フルセグ・おサイフケータイにも対応している。
デザインはXperia Zのものを踏襲している。
キャッチコピーは「このサイズが、性能になる。」。
アップデートに関しては、グローバルモデルがAndroid 5.0まで提供されているが、au版のSOL24に関してはAndroid 4.4をもって終了した。

## その他機能
※PC向けWebブラウザが標準装備されている。携帯向けサイト(EZWeb)は他のスマートフォンやPCと同じく閲覧不可。
| 主な機能・対応サービス                                                  | 主な機能・対応サービス                           | 主な機能・対応サービス              | 主な機能・対応サービス         |
| ----------------------------------------------------------------------- | ------------------------------------------------ | ----------------------------------- | ------------------------------ |
| auウィジェット Webブラウザ                                              | LISMO! for Android メディアプレイヤー LISMO WAVE | おサイフケータイ NFC                | ワンセグ フルセグ DLNA/DTCP-IP |
| au one メール PCメール Gmail EZwebメール                                | デコレーションメール デコレーションアニメ        | Friends Note                        | PCドキュメント                 |
| au Smart Sports Run & Walk Karada Manager ゴルフ(web版) Fitness、歩数計 | GPS 方位計                                       | au oneナビウォーク au one助手席ナビ | au one ニュースEX au one GREE  |
| かんたんメニュー じぶん銀行                                             | 緊急速報メール                                   | Bluetooth                           | 無線LAN機能 (Wi-Fi)            |
| 赤外線通信                                                              | WIN HIGH SPEED au 4G LTE                         | グローバルパスポート                | auフェムトセル                 |
| microSD microSDHC microSDXC                                             | モーションセンサー(6軸)                          | 防水(IPX5/IPX8) 防塵(IP5X)          | 簡易留守録 着信拒否設定        |

- 安心セキュリティパックはフル対応
- PlayStation Certifiedに対応（DUALSHOCK 3対応）

## 利用可能な周辺機器

### au+1 collection
- TVアンテナ付きタッチペン 0101KSA(シルバー) / 0101KPA(ピンク) :株式会社シンセイコーポレーション
- AU 共通ACアダプタ04 0401PWA (国内外共用 AC100-240V 0.25A - DC5.0V 1.8A) :ホシデン株式会社
- AU 共通ACアダプタ05 0501PWA (国内外共用 AC100-240V 0.5A - DC5.0/9.0/12.0V 1.8/1.8/1.35A) :ホシデン株式会社

### 日本国内向けソニー純正品
- パワーカバー(バッテリー内蔵 SOL24/SGP412JP互換 専用キャリングケース) CP12
- マグネットチャージングドック(別途、USB接続AC充電器が必要) DK33
- ワイヤレスアクティブスピーカー(AM/FMラジオ・時計機能あり・Bluetooth接続) SRS-CS20BT

## 沿革
- 2013年6月25日 - 上海の携帯電話展示会「Mobile World Expo 2013」にてソニーモバイルコミュニケーションズよりグローバルモデル発表。この時点では日本国内での販売は予定されていなかった[10]。
- 2014年1月22日 - KDDI、およびソニーモバイルコミュニケーションズより公式発表。
- 2014年1月25日 - 発売開始。
- 2014年3月24日 - 国際的デザイン賞で最高賞を受賞[11]。

## アップデート
2014年4月10日のアップデート
ビルド番号：14.1.K.3.93
- STAMINAモード機能の追加。
- 伝言メモ機能の追加。
- Wi-Fi安定制御機能（Wi-Fiが安定している時にのみWi-Fiで接続する機能）の追加。
- Wi-Fiアクセスポイントのステルス機能を有効にした場合、5GHz帯で接続できない事象の改善。

2014年5月20日のアップデート
ビルド番号：14.1.K.3.95
- フェイスアンロック機能が正常に動作しない事象の改善。

2014年8月5日のアップデート
ビルド番号：14.3.C.0.239
- Android 4.4.2による機能・操作性の向上。
- 絵文字の入力方法の変更と絵文字の個数追加。
- カメラ機能・操作性・画質の向上。

2015年10月15日のアップデート
ビルド番号：14.3.C.0.300
- 電話帳に縦向きの写真を登録すると横向きに表示される事象の改善。
- アラームが止められない場合がある事象の改善。
- その他の改善。